# Pseudodermatosorus
Pseudodermatosorus är ett släkte av svampar. Pseudodermatosorus ingår i familjen Doassansiaceae, ordningen Doassansiales, klassen Exobasidiomycetes, divisionen basidiesvampar och riket svampar.
|                    | Doassansia                                                                                                 |
|                    | |
|                    | Burrillia                                                                                                  |
|                    | |
| Pseudodermatosorus | \| \| Pseudodermatosorus sagittariae \| \| \| \| \| \| Pseudodermatosorus alismatis-oligococci \| \| \| \| |
|                    | \| \| Pseudodermatosorus sagittariae \| \| \| \| \| \| Pseudodermatosorus alismatis-oligococci \| \| \| \| |
|                    | Entylomaster                                                                                               |
|                    | |
|                    | Pseudodoassansia                                                                                           |
|                    | |
|                    | Pseudotracya                                                                                               |
|                    | |
|                    | Heterodoassansia                                                                                           |
|                    | |
|                    | Doassinga                                                                                                  |
|                    | |
|                    | Tracya |
|                    | |
|                    | Narasimhania                                                                                               |
|                    | |
|                    | Nannfeldtiomyces                                                                                           |
|                    | |
|                    | Pseudodermatosorus sagittariae                                                                             |
|                    | |
|                    | Pseudodermatosorus alismatis-oligococci                                                                    |
|                    | |

|  | Pseudodermatosorus sagittariae          |
|  |                                         |
|  | Pseudodermatosorus alismatis-oligococci |
|  |                                         |